# Tarkan (album)
Tarkan è un album discografico di raccolta del cantante turco Tarkan, pubblicato nel 1999.

## Tracce
1. Simarik – 3:10
2. Ölürüm sana – 4:05
3. Bu Gece (Kir Zincirlerini) '99 – 3:53
4. Sikidin (Hepsi Senin Mi?) – 3:15
5. Salina Salina Sinsince – 3:55
6. Ikimizin Yerine – 4:40
7. Inci Tanem – 5:38
8. Dön Bebegim – 4:45
9. Basina Bela Olurum – 4:12
10. Gül Döktüm Yollarina – 4:08
11. Unut Beni – 5:27
12. Beni Anlama – 5:22
13. Delikanli Çaglarim – 3:42
14. Simarik (Long version) – 3:53
15. Kir Zincirlerini (Original version) – 5:29

## Classifiche
| Classifica (1999) | Posizione massima |
| ----------------- | ----------------- |
| Austria           | 22                |
| Belgio (Vallonia) | 35                |
| Francia           | 26                |
| Germania          | 7                 |
| Paesi Bassi       | 33                |
| Svezia            | 53                |
| Svizzera          | 17                |
| Ungheria          | 8                 |